# Tarik Sektioui
Tarik Sektioui (in arabo طارق السكتيوي‎?; Fès, 13 maggio 1977) è un allenatore di calcio ed ex calciatore marocchino, di ruolo centrocampista, tecnico  della Nazionale olimpica di calcio del Marocco.

## Caratteristiche tecniche
Giocava solitamente tra le linee di centrocampo e di attacco, nel ruolo di mezz'ala, ed era in grado di svariare su entrambe le fasce del campo.

## Carriera

### Club
Ha iniziato la propria carriera professionistica in patria, nel Maghreb Fès. Si è poi trasferito in Europa per giocare prima nell'Auxerre, poi in prestito al Marítimo e poi in Svizzera, al Neuchâtel Xamax. Ha poi militato nei Paesi Bassi, tra Willem II, quattro stagioni e ben 19 reti, e AZ Alkmaar, due stagioni e 10 reti.
Nel 2006 il Porto decide di ingaggiarlo dandogli la possibilità di prendere parte alla Champions League. All'inizio non trova molto spazio e nel dicembre 2006 fa ritorno nei Paesi Bassi per giocare la seconda parte di stagione nell'RKC Waalwijk. Nella stagione 2007-2008, però, si guadagna una maglia da titolare con la squadra di Porto. Si ricorda un suo gol nella fase a gironi della UEFA Champions League 2007-2008 siglato all'Olympique Marsiglia, nel quale è partito da centrocampo per arrivare sino in porta palla al piede.
Nell'estate del 2009 si è trasferito all'Ajman Club, negli Emirati Arabi Uniti, firmando un contratto annuale.

### Nazionale
Ha esordito in nazionale nel 2000, e ha preso parte alla Coppa d'Africa 2008.

## Palmarès

### Giocatore

#### Club
- Campionato portoghese: 3

Porto: 2006-2007, 2007-2008, 2008-2009

### Allenatore

#### Nazionale
- Bronzo olimpico: 1

2024